# Kendra Harrison
Kendra Harrison (født 18. september 1992) er en amerikansk atlet, der konkurrerer i hækkeløb. 
Hun repræsenterede sit land ved verdensmesterskaberne i atletik 2015 i Beijing, hvor hun blev elimineret i semifinalen på 100 meter hækkeløb.
Den 22. juli 2016 satte hun verdensrekord i 100 meter hækkeløb med 12,20 sekunder ved Diamond League-stævnet i London. Hun slog Jordanka Donkovas tidligere verdensrekord fra 1988, som var 12,21.
Hun tog sølv for USA i 100 m hæk ved sommer-OL 2020 i Tokyo.